# Solarkraftwerk Artà
Das Solarkraftwerk Artà befindet sich im Gemeindegebiet von Artà auf der Baleareninsel Mallorca.

## Beschreibung
Das Kraftwerk liegt im Norden der balearischen Insel und wurde nach zweijähriger Bauzeit im Juli 2010 auf einem 12 Hektar großen Areal in Betrieb genommen. Unter der Annahme von Standard-Testbedingungen wurden Solarmodule mit in Summe rund 3,4 MWp installiert. Projektentwickler und Generalunternehmer war ein Konsortium aus den Gesellschaften Classic Energy GmbH, Heilbronn und KS Management GmbH, Weikersheim. Die verbauten Solarmodule stammen von der deutschen Tochter der First Solar und wurden auf erhöhten Montageträgern installiert, so dass das Land weiter als Weidefläche genutzt werden kann.
Der Betreiber der Anlage ist die White Owl Capital AG (WOC) mit Sitz in Berlin. WOC betreibt aktuell in Spanien 19 Solarkraftwerke mit einer Gesamtleistung von knapp 60 Megawatt.